# Șuncuiuș (gmina)
Șuncuiuș – gmina w Rumunii, w okręgu Bihor. Obejmuje miejscowości Bălnaca, Bălnaca-Groși, Șuncuiuș i Zece Hotare. W 2011 roku liczyła 3259 mieszkańców.